# Marco Weber
Marco Weber (Karl-Marx-Stadt, RDA, 28 de septiembre de 1982) es un deportista alemán que compitió en patinaje de velocidad sobre hielo. Ganó una medalla de bronce en el Campeonato Mundial de Patinaje de Velocidad sobre Hielo en Distancia Individual de 2008, en la prueba de persecución por equipos.

## Palmarés internacional
| Campeonato Mundial en Distancia Individual | Campeonato Mundial en Distancia Individual | Campeonato Mundial en Distancia Individual | Campeonato Mundial en Distancia Individual |
| Año                                        | Lugar                                      | Medalla                                    | Prueba                                     |
| ------------------------------------------ | ------------------------------------------ | ------------------------------------------ | ------------------------------------------ |
| 2008                                       | Nagano (Japón)                             | Medalla de bronce                          | Persecución por equipos                    |